# Boss Buckle
Boss Buckle EP è il primo disco pubblicato dalla band metalcore 36 Crazyfists. Quando venne pubblicato, nel 1995, la band non era ancora molto conosciuta, e la vendita di questo EP fu scarsa. Questo è uno dei tre EP prodotti dalla band. 
È inoltre l'unica versione pubblicata in cui suonava ancora il bassista JD Stuart, prima di morire in un incidente stradale nel 1996.

## Tracce
1. BullyGutt – 3:17
2. Godline – 4:13
3. 6 Feet – 3:56
4. KneeHigh – 3:53
5. Happy Day Riot – 3:22

- Tutta la lirica è di Brock Lindow, tutta la musica è stata scritta dai 36 Crazyfists.

## Formazione
- Brock Lindow - voce
- Steve Holt - chitarra
- JD Stuart - basso
- Thomas Noonan - batteria